# Vintage
Vintage je první nahrané studiové album americké bluesové skupiny Canned Heat. Album bylo nahrané v roce 1966, ale vydané až v roce 1970 u Janus Records.

## Seznam skladeb
1. "Rollin' and Tumblin', Pt. 1" (Muddy Waters) - 2:17
2. "Big Road Blues" (Tommy Johnson) - 2:08
3. "Spoonful" (Willie Dixon) - 2:30
4. "Got My Mojo Working" (Preston Foster) - 2:44
5. "Pretty Thing" (Dixon) - 2:01
6. "Louise" (Chester Burnett) - 3:07
7. "Dimples" (John Lee Hooker) - 2:21
8. "Can't Hold on Much Longer" (Canned Heat) - 2:32
9. "Straight Ahead" (Canned Heat) - 2:35
10. "Rollin' and Tumblin', Pt. 2" (Waters) - 2:07

## Sestava
- Bob Hite – zpěv
- Alan Wilson – slide kytara, zpěv, harmonika
- Henry Vestine– sólová kytara
- Stuart Brotman – baskytara
- Frank Cook – bicí

&
- Johnny Otis - producent